# Daria Halprin
| Daria Halprin                             | Daria Halprin                                   |
| Kattints az alábbi külső linkek egyikére! | Kattints az alábbi külső linkek egyikére!       |
| ----------------------------------------- | ----------------------------------------------- |
| Nem található szabad kép.(?)              |                                                 |
| külső link · jogvédett                    | Daria szerepében a „Zabriskie Point”-ban (1970) |

Daria Halprin, született Daria Schuman Halprin (San Francisco Bay Area, Kalifornia, USA, 1948. december 30.), amerikai életmód-tanácsadó, szomatikus-expresszív művészetterapeuta, táncoktató, egykori színésznő. Michelangelo Antonioni 1970-es Zabriskie Point c. politikai filmdrámájában lett híres, partnerével Mark Frechette-tel együtt. Néhány filmszerep után visszavonult, és életmód-tanácsadói pályára lépett.

## Életpályája

### Származása
Zsidó családban született és nevelkedett a San Franciscói-öböl körzetben. Apja Lawrence Halprin (1916–2009) tájépítész volt, aki San Franciscóban dolgozott. Anyja, Anna Halprin, született Hannah Dorothy Schuman (1920–2021) koreográfus, táncművész, táncterápiás természetgyógyász volt. Apai nagyanyja Rose Halprin, amerikai cionista vezető, politikai aktivista volt. Anyjához hasonlóan Daria is táncolni tanult, és az 1960-as évek közepétől szerepelt táncfilmekben.

### Színészi pályája
1968-ban szerepelt Jack O′Connell rendező Revolution című dokumentumfilmjében, amely az kortárs ellenkultúra mozgalmait mutatta be, Los Angelesben élő hippikkel készült interjúk sorozatán keresztül. Az egyik nyilatkozó riportalany Daria Halprin volt, bár neve nem szerepelt a közreműködők listáján.
Michelangelo Antonioni rendező (az 1966-os Nagyítás után) 1969-ben Amerikában kezdte forgatni második angol nyelvű filmjét, a Zabriskie Pointot. A szerepeket nem profi színészeknek, hanem amatőr kívülállóknak akarta adni. Daria Halprin ekkor a Berkeley-i Egyetem néprajz szakos hallgatója volt. Antonioni egy olyan táncfilmben figyelt fel rá, amelyet anyja készített oktatási segédanyagként.

Frechette és Halprin a Zabriskie Point-ban

A Zabriskie Point két főszerepét Halprin és a szintén amatőr Mark Frechette kapta. Az 1970-ben bemutatott film bemutatja az 1960-as években elmélyülő szakadékot a politikai vezető réteg (establishment) és az ellenkultúra között, és azt az erőszakhullámot is, amibe ez torkollott. Halprin és Frechette szex-jelenete a sivatagban, amelyet további képzelt párok tömeges szexelése követ, a kor divatos szabad-szerelem mozgalmára utalt. A társadalomkritikus film Amerikában erős elutasításra talált, Halprint és Frechette-et viszont híressé tette. 1970-ben mindketten szerepeltek népszerű televíziós beszélgetőműsorokban (Dick Cavett Show, Merv Griffin Show).
1972-ben Halprin szerepet kapott John Flynn rendező The Jerusalem File című izraeli-amerikai thrillerfilmjében, Donald Pleasence, Ian Hendry, Bruce Davison és Nicol Williamson társaságában. A kémtörténet az 1967-es hatnapos háború idején játszódik. Ez volt Halprin utolsó játékfilmje. 

### Magánélete
A Zabriskie Point forgatása után Halprin összeállt filmbéli partnerével, Mark Frechette-tel, és együtt beköltöztek a Mel Lyman által vezetett százfős bostoni hippi-kommunába. (Maga Frechette korábban sikertelenül próbálkozott a bekerüléssel, Lyman elutasította). Halprin és Frechette kapcsolata 1972-re megromlott. Frechette 1973-ban fegyveres bankrablásban vett részt, börtönbe került, 1975-ban meghalt. A hivatalos jelentés szerint szökés közben lőtték agyon.
1972 májusában Halprin feleségül ment Dennis Hopperhez, aki ekkor már ismert és befutott színész és rendező volt. 1972 decemberében az új-mexikói Taosban megszületett közös leánygyermekük, Ruthanna „Rutha” Hopper (1972), aki később író, vizuális művész és kiállítás-szervező kurátor lett. A házasság 1976-ban válással végződött.
1979-ben Halprin feleségül ment Khosrow Khalighi akupunktura-gyógyászhoz.

### Az életmód-tanácsadó
Az 1970-es évek közepén Halprin érdeklődni kezdett az önkifejező (expresszív) mozgásterápia és az ezen alapuló kreatív művészet iránt. 1978-ban anyjával, Anna Halprinnel közösen megalapították Tamalpa Intézetet, ahol kifejlesztették a Halprin-eljárásnak nevezett terápiás módszert. Erről több könyvében részletesen írt (The Expressive Body in Life, Art and Therapy és Coming Alive: The Creative Expression Method). 2014-ben a When the Fall Comes c. dokumentumfilmben is beszélt az expresszív táncterápia eredményeiről. 

## Filmszerepei
- 1968: Revolution (Documentary), önmaga, név nélkül
- 1970: Zabriskie Point; Daria
- 1970: The Merv Griffin Show (TV Series), önmaga (Mark Frechette-tel együtt)
- 1970: The Dick Cavett Show (TV Series), önmaga (Mark Frechette-tel együtt)
- 1972: The Jerusalem File; Nurit
- 2014: When the Fall Comes (dokumentumfilm, interjúsorozat); önmaga

## További információ
- Hivatalos oldal
- Daria Halprin a PORT.hu-n (magyarul)
- Daria Halprin az Internetes Szinkronadatbázisban (magyarul)
- Daria Halprin az Internet Movie Database-ben (angolul)
- Daria Halprin a Rotten Tomatoeson (angolul)
- Daria Halprin. Filmkatalógus.hu (magyarul)
- Daria Halprin az AlloCiné weboldalán (franciául)
- Daria Halprin Profile (angol nyelven). famousfix.com